# Бьер-де-Гард
Бьер-де-Гард (фр. Bière de Garde, букв. «пиво для хранения») — традиционный региональный сорт французского пива, производящийся пивоварнями региона Нор-Па-де-Кале на севере Франции. Учитывая географическую близость к Бельгии, сорт подобен бельгийскому сезонному, однако отличается сладким солодовым вкусом.
Отличительной особенностью сорта является достаточно высокое содержание алкоголя, который, как видно из его названия, был призван обеспечить более долгий срок хранения напитка. Традиционной тарой для Бьер-де-Гард являются стеклянные бутылки, закрытые пробкой, подобные бутылкам с игристыми винами.

## История
Сорт традиционно производился фермерами севера Франции зимой и в начале весны для потребления летом. Благодаря повышенному содержанию алкоголя и герметичному бутилированию пиво могло храниться при низких температурах в течение длительного времени. Впоследствии пиво этого сорта начало производиться промышленными производителями в любое время года, впрочем выдерживание готового напитка при низких температурах в течение 4-6 недель перед продажей осталось обязательным этапом технологического процесса.

## Разновидности
Различные производители предлагают достаточно широкий спектр Бьер-де-Гард, который включает образцы как пива верхового брожения, то есть элей (в основном), так и низового, то есть лагеров. Пиво этого сорта также существенно отличается по цвету — выделяют три основных разновидности: светлое, янтарное и коричневое, для варки которых, соответственно, используются различные типы солода. Также этот сорт пива может быть как фильтрованным, так и нефильтрованным.